# Victor Capoul
Joseph-Amédée-Victor Capoul, né à Toulouse, le 27 février 1839 et mort à Pujaudran le 18 février 1924, est un ténor et acteur français.

## Biographie
Capoul fit ses premières études musicales à la maîtrise de la cathédrale de sa ville natale, qui était considérée comme une excellente école. Admis au Conservatoire de Paris en 1859, il y devint élève de Louis Benoît Alphonse Révial pour le chant, et de Mocker pour l’Opéra-Comique.
Admis aux concours dès l’année suivante, il obtint un second prix de chant et un second prix d’opéra-comique, et en 1861 remporta le premier prix d’opéra-comique. Il fut engagé aussitôt au théâtre de l’Opéra-Comique, où il débuta assez modestement, au mois d’août de la même année, dans le rôle de Daniel du Chalet.
Il reprit ensuite quelques rôles du répertoire courant, entre autres celui de Tonio de la Fille du Régiment, fit plusieurs créations dans des ouvrages d’importance secondaire, la Colombe, les Absents, La Grand'tante, puis se distingua dans plusieurs reprises, entre autres dans celle de la Part du Diable.
Sa jolie voix, d’un timbre flatteur et charmant quoique parfois un peu faible, son chant expressif bien qu’un peu maniéré, son physique aimable, sa réelle intelligence de la scène, le firent bientôt prendre en affection par le public, et surtout par la partie féminine des spectateurs. Quant aux hommes, la coiffure de cheveux dite « à la Capoul » témoigne de la mode qu’un homme peut imposer pendant des années à la grande partie d’une population.
Le rôle de Vert-Vert dans la pièce de ce nom le mit en complète évidence, et la façon vraiment remarquable dont il joua et chanta celui de Gaston de Maillepré dans le Premier jour de bonheur, au succès légendaire, d’Auber, mit le comble à sa jeune renommée. Pourtant, les grands succès qu’il obtenait à l’Opéra-Comique, non plus que la situation brillante qui lui était faite à ce théâtre, ne purent retenir Capoul en France, qui embrassa la carrière italienne, et partit pour l’étranger. 

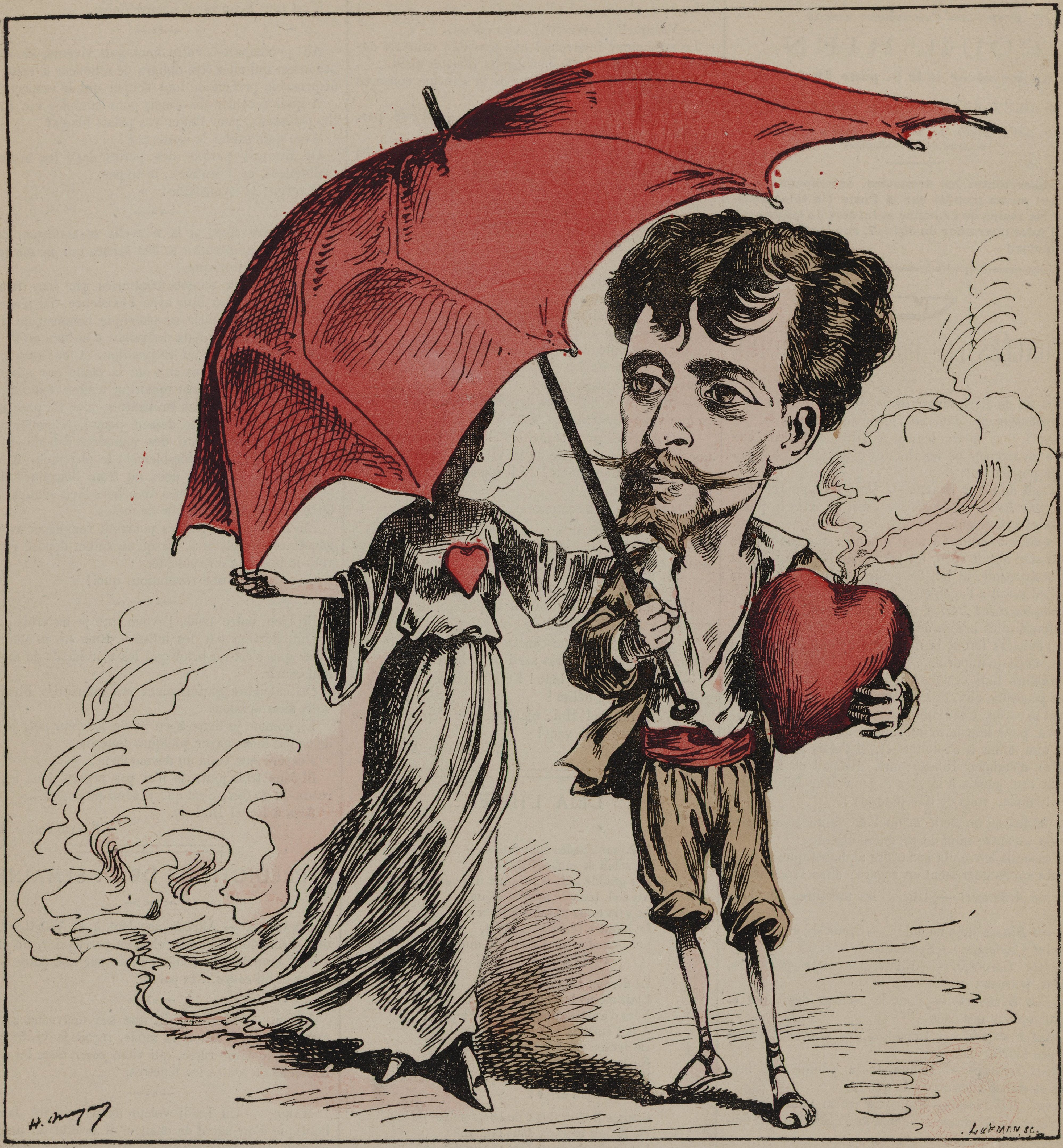
Capoul dans Paul et Virginie, avec la coiffure à la Capoul

Après la guerre de 1870, il entreprend ses tournées en Europe, à Saint-Pétersbourg, Moscou, Vienne, etc., qui durèrent trois ans. Il revient à Paris, où il crée : les Amants de Vérone, au théâtre Ventadour ; Paul et Virginie, à la Gaieté ; Le Saïs, à la Renaissance ; Jocelyn, avec la musique de Benjamin Godard, au Château d’Eau.
Puis il part en Amérique avec Christine Nilsson ; ils y font des campagnes fructueuses ainsi qu’au Théâtre de Drury Lane, à Londres, et se produisit avec succès dans quelques rôles de demi-caractère, jouant Faust, Mignon et Maria.
En 1873, il vint chanter ce dernier ouvrage au Théâtre-Italien de Paris, mais on put s’apercevoir déjà que la fraîcheur de sa voix frêle était entamée, et que celle-ci avait perdu en partie son charme pénétrant. Depuis lors, Capoul continua à se produire à l’étranger. Il repart en Amérique avec Grau, chante au Métropolitain House Opera de New-York, devient Directeur du Conservatoire de cette ville, puis au bout de trois ans fonde une École personnelle. Il ne revint en France que pour créer au Théâtre-Lyrique, à la fin de 1876, le rôle de Paul, dans le dernier ouvrage de Victor Massé, Paul et Virginie. En 1899, son compatriote et ami Gailhard l’appelle aux fonctions de directeur artistique de la scène de l’Opéra de Paris où il terminera sa carrière.

## Postérité
Son nom est entré dans des expressions du wallon liégeois ("se faire des capouls", "avoir des capouls", etc.) qui signifient se coiffer à la Capoul.  Dans le même sens et dans le même dialecte, on trouve : "se faire des caniches", "avoir des caniches", etc.
Plusieurs lieux portent son nom : à Toulouse, sa ville natale, une rue près du quartier Purpan (depuis 1941), un hôtel et une brasserie dans le centre-ville. À Pujaudran, son dernier séjour, une avenue.
En Colombie, "Capul", selon sa prononciation en espagnol, désigne dans le langage populaire une coiffure avec les cheveux sur le front.

## Filmographie partielle
- 1910 : La Mariée du château maudit (ou La Fiancée du château maudit) d'Albert Capellani